# Исторический символ рубля
Исторический символ или знак рубля — сокращение слова «рубль», которое возникло в результате эволюции русской письменности и использовалось со второй половины XVII века до второй половины XIX века. Представляет собой буквосочетание надстрочных (выносных) букв «р» и «у». Использовалось как в бытовой переписке, так и в официальных документах.
В консорциум Unicode подана заявка на включение символа в одноимённый стандарт.

## Хронологические рамки и примеры использования
Один из первых точно датированных примеров использования надстрочного буквосочетания «ру» содержится в Сборнике переводов Епифания Славинецкого. Оно встречается в так называемой запродажной записи (надписи на полях книги, свидетельствовавшей о факте владения, купли или продажи книги), которая гласит: «1681 года декабря в 5-й день продал сию книгу, глаголемую небеса, белахонец Василей Иванов сын Тверитинов, городчанину Терентьиву сыну Михнику. А взял я, Василей, за тое книгу 12 рублей 100 алтын 2 деньги. А подписал я, Василей, своею рукою. Продал зачисто и даподлинно и руку приложил».
Самый поздний из известных примеров использования знака рубля относится к первой половине XIX века. Он встречается в записи на форзаце Судебника государя царя и великого князя Ивана Васильевича, которая гласит: «4 рубля, декабря 18. 1830». Запись сделана академиком Павлом Строевым, одним из первых собирателей древнерусских памятников письменности, на книге, входившей в его личную библиотеку.

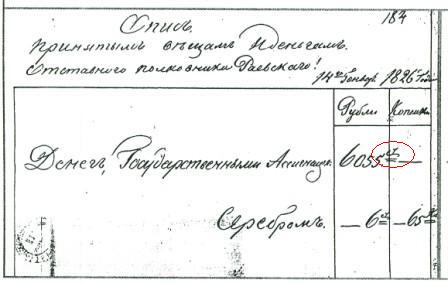
Знак рубля (обведён), который использовался в XVII—XIX веках, на описи денег, изъятых у декабриста Раевского

Существуют примеры использования знака рубля не только в личной и деловой переписке, но и в официальных документах, например, в описи вещей и денег, изъятых при аресте у декабристов (ГА РФ, ф. 48).
В начале 1826 г. под следствием находились многие десятки людей, об изъятых личных вещах и денежных суммах сохранились акты — более 900 страниц в архивном деле. И почти в каждом акте есть искомый знак — знак рубля…— Из письма Ивана Синчука в редакцию журнала «Деньги» от 11.11.1999 г.
Исторические документы позволяют сделать вывод о том, что к началу XIX века символ рубля был знаком и активно использовался представителями многих сословий Российской Империи: армейскими и судебными писцами (мещане), книготорговцами (купечество), университетскими профессорами (разночинцы), дворянами. Известен, например, документ, адресованный поэту Василию Жуковскому.
Знак рубля, аналогичный представленному в делах декабристов, я встретил в письмах профессора Московского университета Михаила Каченовского к Василию Жуковскому, в которых обсуждаются финансовые вопросы, связанные с изданием журнала «Вестник Европы». Первое письмо датировано 3 января 1812 года, второе — 23 февраля 1814-го. Знак также встречается в письме Каченовского профессору Казанского университета Перевощикову, где идёт речь о пересылке книг для продажи. Письмо датировано 18 сентября 1817 года.— Из письма Юрия Евдошенко в редакцию журнала «Деньги»
Окончание использования знака рубля относится к середине XIX века.
Поскольку знак встречается и в письмах, и в рапортах, и в описях, можно сделать вывод о его широком использовании как в официальных документах, так и в бытовой переписке. Это подтверждают и другие «дела» 48-го фонда. Например, «Дело о вещах и деньгах, принадлежавших Батенькову» (№ 296), «Дело о продаже с аукциона вещей, неизвестно кому принадлежащих, и преступников Юшевского и Щепина-Ростовского по неудобности к переписке» (№ 297), дело «По просьбам арестованных лиц об отпуске собственных их денег на покупку табака и на другие надобности» (№ 298), «Дело о казённых претензиях, открывшихся на бывших полковых командирах и прочих офицерах, прикосновенных к делу о тайном обществе» (№ 300)… А вот в документах более позднего периода «знак рубля» уже не встречается. Во всяком случае, я не обнаружил его в других случайным образом заказанных в ГА РФ документах, относящихся к середине XIX века (в первой и второй описях 95-го фонда «Следственная комиссия 1862 года. Вещественные доказательства», в деле № 245 «Об отпуске денег Петербургским и Московским комиссиям, по требованию графа М. Н. Муравьёва и о расходах оных» и в деле № 6 «Счета Достоевского М. М. и Э., денежные расписки и банковские справки»).— Павел Тимашков специально для журнала «Деньги»
Учитывая, что скоропись начинает зарождаться в XIV веке, а в XVI веке уже широко используется горизонтальная надстрочная «р» (как самостоятельно, так и в сочетании с буквой «у»), можно предположить, что дальнейшее изучение первоисточников существенно (ещё как минимум на один век) расширит хронологические рамки использования знака.
Необходимо также отметить, что был опыт использования знака рубля при печати — в частности, в «Арифметике» Магницкого (1703 г.), однако этот опыт не получил широкого распространения.

## Начертание

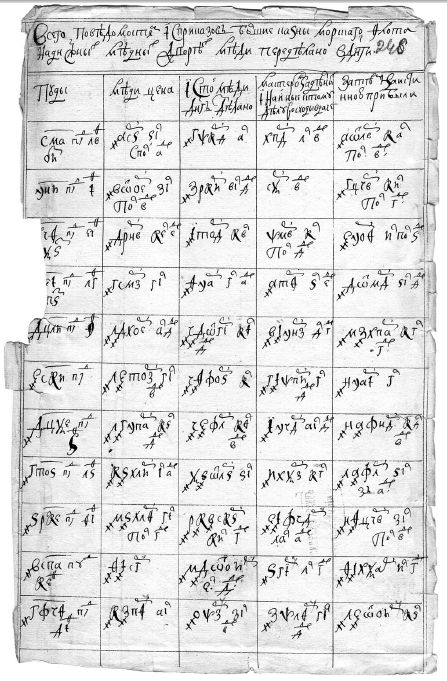
Акт передела меди в монету (XVIII в.)

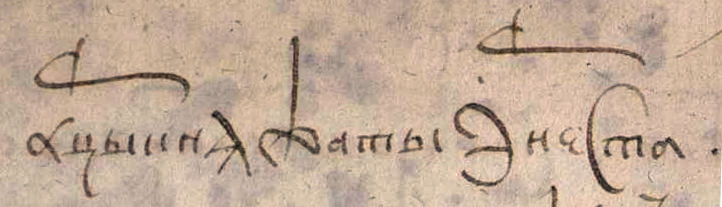
Скорописное «арцыкняжаты Эрнеста» с двумя рцы-титлами, 1576

Согласно классической версии, которой придерживается в своих работах Екатерина Воробьёва, в буквосочетании «ру», ставшем основой самостоятельного знака рубля, буква «р» («рцы») повёрнута на 90° против часовой стрелки (как это было общепринято при использовании её в качестве надстрочного символа, т. н. рцы-титла), а буква «у» («ук») написана поверх неё. Другой точки зрения придерживается Иван Синчук, который полагает, что буква «р» поворачивается на 90° против часовой стрелки, а написанная поверх неё буква «у» поворачивается на 90° по часовой стрелке. В первоисточниках находят своё подтверждение обе версии: конкретные начертания знака сильно зависят от особенностей почерка и варьируются от чёткого воспроизведения одного из описанных выше вариантов до обычного крестика.
В XVII веке лигатура «ру», являясь собственно буквосочетанием, в соответствии с правилами скорописи писалась над цифрами. При этом в качестве цифр тогда использовались буквы кириллицы, над которыми писалось титло. В случае с денежными суммами титло заменялось скорописной лигатурой «ру».
В начале XVIII века кириллические буквы-цифры заменяются на арабские цифры, и необходимость в использовании титла отпадает. С этого момента лигатура «ру» начинает смещаться по отношению к цифрам вправо и вниз, утрачивая при этом своё первоначальное значение в качестве буквосочетания и превращаясь в полноценный символ, самостоятельную графему.
В XIX веке, став знаком, лигатура «ру» существенно уменьшается в размерах и пишется справа от цифр выше основной строки — так, как сейчас с использованием цифр пишутся порядковые числительные в английском языке, то есть с использованием верхнего индекса, или суперскрипта (1st, 2nd и т. д.). В русском языке при рукописном начертании такой индекс обычно подчёркивается одной или двумя чёрточками (1й, 2го и т. д.). Но в случае с денежными суммами горизонтальная «р» часто заменяет собою такие чёрточки.
Таким образом, заменяя сначала титло, а затем одинарное или двойное подчёркивание, горизонтальная «р» в лигатуре-знаке «ру» сильно упрощалась до прямой или волнистой горизонтальной черты. В итоге классическая лигатура скорописи в виде горизонтальной «р» и написанной поверх неё вертикальной «у» стала походить на укороченную букву «у», перечёркнутую ниже середины.

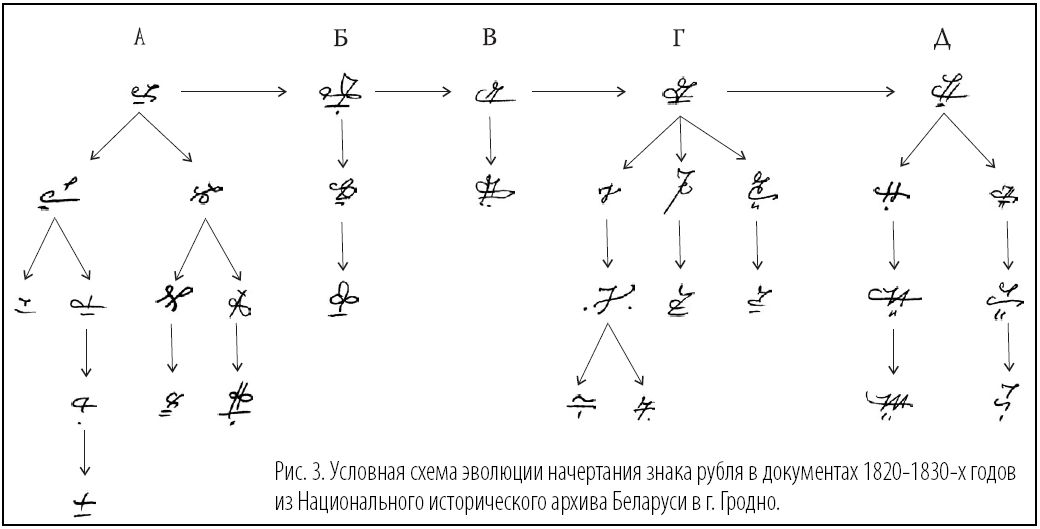
Итог исследования И. Синчука, опубликованный в работе «Многоликий знак рубля»

Единственная попытка научной систематизации вариантов начертания знака рубля на очень ограниченном материале (документах 1820—1830 годов из Национального исторического архива Беларуси Гродно) была предпринята Иваном Синчуком в работе «Многоликий знак рубля».

## Исторические символы других денежных единиц
Сравнительный анализ документов XVIII века и документов XIX века позволяет предположить (пока это именно предположение, требующее дополнительного изучения), что собственные символы существовали также у других номиналов российских денег, в частности, у копейки, деньги и алтына.
Зародившись как типичные для скорописи надстрочные буквосочетания («де» — деньга; «ко» — копейка) или просто буквы («а» — алтын), квазисимволы этих номиналов сохранили свои основные скорописные черты до первой половины XIX века, нарушая уже установившиеся к тому времени правила сокращения. Так, «деньга» уже должна была бы сокращаться как «ден.» или «д.», а копейка — как «коп.» или «к.». Но, как и символ рубля, они лишь сместились по отношению к цифре вправо и чуть вниз, дополнившись одинарным или двойным подчёркиванием (копейка — ко, деньга — де, алтын — a).
Окончание использования этих символов так же, как и символа рубля, относится к середине XIX века.
| Период                          | Рубль | Гривна   | Алтын | Деньга   | Копейка  |
| ------------------------------- | ----- | -------- | ----- | -------- | -------- |
| Скоропись XVII—XVIII вв.        |       | нет рис. |       |          | нет рис. |
| Скоропись I половины XIX в.     |       | нет рис. |       | нет рис. |          |
| Арифметика Магницкого (1703 г.) |       |          |       |          | нет рис. |

## Прорисовки символа рубля и символа копейки
| Символ рубля | Символ копейки |
| ------------ | -------------- |
|              |                |

Лигатуры приведены по работе Ивана Синчука «Многоликий знак рубля», подготовленной на основе документов 1820—1830 годов из Национального исторического архива Беларуси в Гродно.